# Чемпіонат світу з боксу 2019
20-й Чемпіонат світу з боксу проходив у Єкатеринбурзі, Росія з 9 по 21 вересня 2019 року на арені «Ekaterinburg Expo».
Провідні українські боксери відмовилися від участі в чемпіонаті світу 2019. Федерація боксу України на ці змагання офіційну делегацію не надсилала. Україну представляли шість боксерів другого складу, які вибули на ранніх стадіях турніру.

## Результати

### Медальний залік
| Місце   | Країна     | Золото | Срібло | Бронза | Загалом |
| ------- | ---------- | ------ | ------ | ------ | ------- |
| 1       | Узбекистан | 3      | 1      | 1      | 5       |
| 2       | Росія      | 3      | 0      | 1      | 4       |
| 3       | Казахстан  | 1      | 1      | 4      | 6       |
| 4       | Куба       | 1      | 1      | 1      | 3       |
| 5       | Англія     | 0      | 1      | 2      | 3       |
| 6       | Індія      | 0      | 1      | 1      | 2       |
| 7       | Філіппіни  | 0      | 1      | 0      | 1       |
| 8       | США        | 0      | 1      | 0      | 1       |
| 9       | Еквадор    | 0      | 1      | 0      | 1       |
| 10      | Болгарія   | 0      | 0      | 1      | 1       |
| 11      | Франція    | 0      | 0      | 1      | 1       |
| 12      | Монголія   | 0      | 0      | 1      | 1       |
| 13      | Австралія  | 0      | 0      | 1      | 1       |
| 14      | Бразилія   | 0      | 0      | 1      | 1       |
| 15      | Вірменія   | 0      | 0      | 1      | 1       |
| Загалом | Загалом    | 8      | 8      | 16     | 32      |

### Медалісти
| Вагова категорія | Золото                  | Срібло                | Бронза                 |
| ---------------- | ----------------------- | --------------------- | ---------------------- |
| Найлегша         | Шахобідін Зоїров        | Аміт Пангал           | Білал Беннама          |
| Найлегша         | Шахобідін Зоїров        | Аміт Пангал           | Сакен Бібоссінов       |
| Напівлегка       | Міразізбек Мірзахалілов | Лазаро Альварес       | Ерденебатин Цендбаатар |
| Напівлегка       | Міразізбек Мірзахалілов | Лазаро Альварес       | Пітер Макгрейл         |
| Легка            | Енді Круз Гомес         | Кейшон Девіс          | Маніш Каушик           |
| Легка            | Енді Круз Гомес         | Кейшон Девіс          | Оганес Бачков          |
| Напівсередня     | Андрій Замковий         | Пет Маккормак         | Аблайхан Жусупов       |
| Напівсередня     | Андрій Замковий         | Пет Маккормак         | Бобо-Усмон Батуров     |
| Середня          | Гліб Бакші              | Еумір Марсіаль        | Еберт Консейсау        |
| Середня          | Гліб Бакші              | Еумір Марсіаль        | Турсинбай Кулахмет     |
| Напівважка       | Бекзад Нурдаулетов      | Ділшодбек Рузметов    | Хуліо Сезар Ла Круз    |
| Напівважка       | Бекзад Нурдаулетов      | Ділшодбек Рузметов    | Бенджамін Віттакер     |
| Важка            | Муслім Гаджимагомедов   | Хуліо Сезар Кастільйо | Радослав Пантелеєв     |
| Важка            | Муслім Гаджимагомедов   | Хуліо Сезар Кастільйо | Василь Левіт           |
| Надважка         | Баходір Жалолов         | Камшибек Кункабаєв    | Максим Бабанін         |
| Надважка         | Баходір Жалолов         | Камшибек Кункабаєв    | Джастін Гуні           |